# Alarme
 (novembre 2020).
Pour les articles homonymes, voir L'Alarme (film).

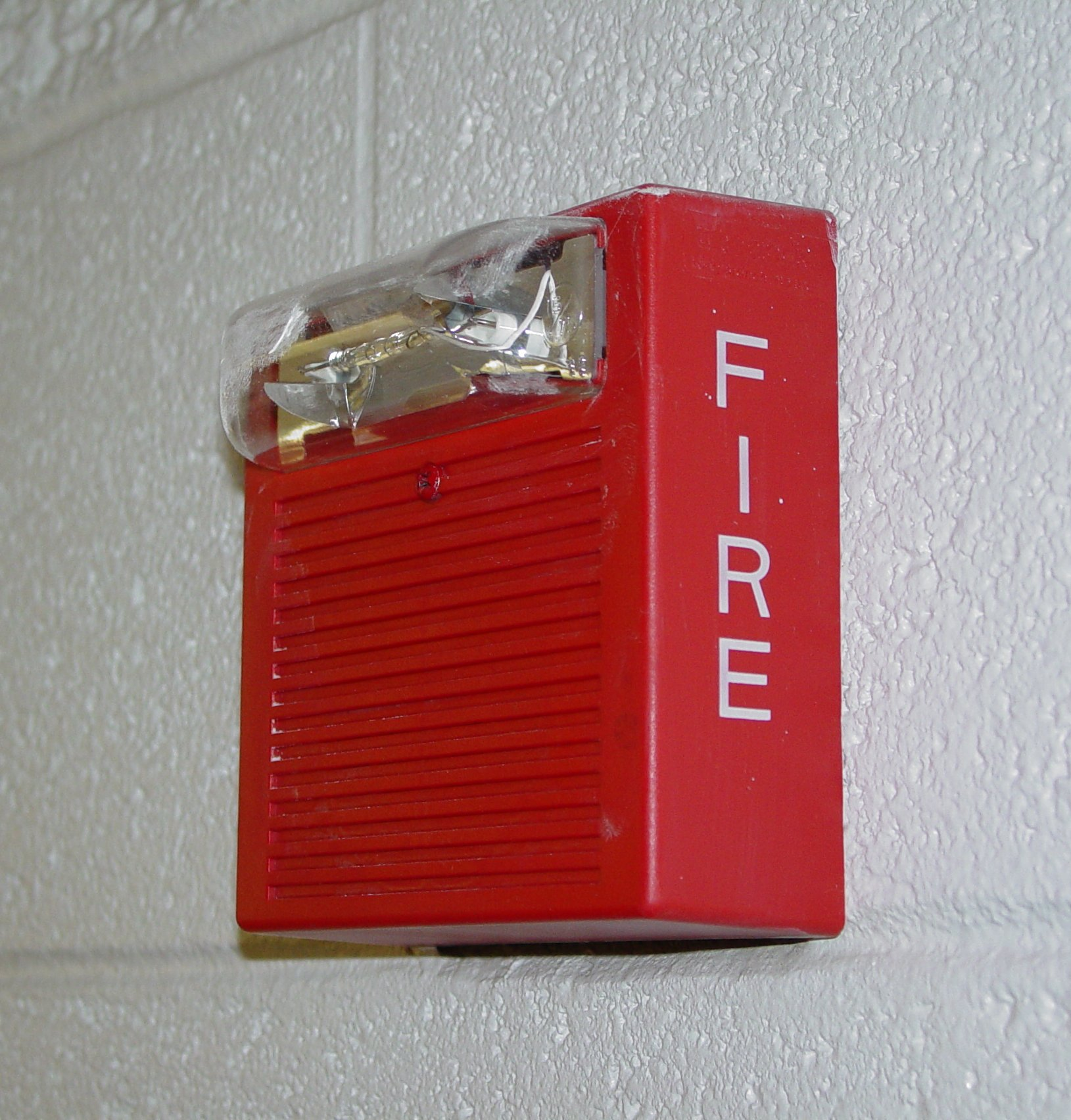
Alarme anti-incendie

Une alarme est un signal sonore ou visuel avertissant d'un danger. À ce titre, l'alarme est une information émise afin de provoquer une réaction. L'alarme nécessite une connaissance préalable du danger. En effet, il n'y a pas d'alarme tant que le danger n'est pas connu.

## Étymologie
Le terme provient de l'italien all'arme, qui signifie littéralement aux armes.

## Historique
Le créateur du premier système électrique est un Japonais, Kaya Ryoi, au XXe siècle.[réf. nécessaire]

## Différents types d'alarme
Une alarme est un dispositif de surveillance le plus souvent électronique ou informatique qui permet de signaler un événement comme une intrusion, une tentative de vol ou la chute d'une personne dans une piscine.
Dans le cadre des dispositifs d'alarme, il est possible de classer les différents signaux en trois grandes catégories[réf. à confirmer] :
- catégorie 1 : les signaux indiquant un danger pour la vie. Par exemple une alarme feu, une alarme agression, une alarme de piscine.
- catégorie 2 : les signaux indiquant un danger pour les biens. Par exemple une alarme effraction, une alarme température haute.
- catégorie 3 : les signaux indiquant une défaillance de l'installation. Par exemple une alarme perte détecteur.

Les alarmes émises par les dispositifs électroniques le sont par l'analyse de différentes variables de l'environnement à surveiller. Lorsqu'une ou plusieurs variable est déclarée conforme à une situation non souhaitée, le signal est émis.

## Alarmes anti-intrusion
Les alarmes anti-intrusions sont là pour avertir d'une intrusion, elles peuvent dans certains cas dissuader l'intrus mais n’empêcheront pas l'intrusion.

## Alarmes incendie
Pour prévenir des incendies, la loi française impose dès mars 2015 l'installation d'au minimum un détecteur de fumée dans chaque foyer. La loi Morange a pour but de lutter contre les incendies domestiques et les victimes qu'ils engendrent.

## Alarmes de piscine
La loi française impose depuis janvier 2006 la mise en place de dispositifs d'alarme pour les piscines qui ne sont pas équipées ni de barrières de sécurité, ni de couverture automatique, ni d'abri en verre, ceci afin d'éviter les noyades accidentelles d'enfants de moins de 6 ans à la suite de chutes dans les bassins.
En 2008, l'efficacité de ces alarmes était remise en cause. La Commission de sécurité des consommateurs (CSC) mise en place par la République française a testé en 2008 six modèles d'alarme de piscines vendus en France. Selon les résultats publiés le 12 juin 2008, "Une seule alarme passe tous les tests avec succès. La plupart ne détectent pas la chute d'une masse de 6 kilos et les niveaux sonores d'alerte s'avèrent médiocres dans quatre cas.".